# 陳少廷
陳少廷（1932年5月17日—2012年9月30日），台灣屏東縣人，台灣政治學者，曾任《大學雜誌》社長。著有《台灣新文學運動簡史》。在台灣民主運動盛興的1970年代中，是學術圈中推動台灣的民主運動與文化運動的重要人物之一。

## 生平[1][2]

### 早年生涯
1932年5月17日出生於屏東佳冬四塊厝，陳少廷的家族是當地望族。父親陳銓生是「台灣文化協會」會員，曾留學日本法政大學就讀法律，是台灣日治時期留學生抗日運動中的活躍分子。陳少廷5歲時父親病逝，由母親撫養長大。
1949年就讀屏東高中時，因借腳踏車給教師，被特務機關偵訊，自新後轉學至台南長榮中學，並須定期報告行蹤。
1952年報考大學前夕，陳少廷再次遭特務機關拘留，在大學聯考前夕被釋放，考入國立臺灣大學政治學系。1959年取得台灣大學政治學研究所法學碩士，論文題目為《國家極權主義之研究》。畢業後被台大政治系聘為教師。
1961年與1963年因與台大哲學系教授殷海光於《自由中國》雜誌撰文，兩度遭警備總部約談拘留，後以「不得教學、不得出國」為條件獲釋。
青年時期陳少廷深受白色恐怖之苦。但因優異的學術表現，獲聘美國哥倫比亞大學在台研究員。

### 壯年時期
1968年陳少廷與鄧維楨、郭正昭、王曉波、張俊宏等台大畢業生一同創刊《大學雜誌》，1970年改組擴充後出任社長。陳少廷於《大學雜誌》中發表多篇文章與政論，探討許多「民主」的概念，並介紹蔣渭水、賴和、林獻堂、楊肇嘉、蔡惠如等日治時期的台灣民主運動重要人物，更率先主張全面改選中央民意代表。
1971年遇中華民國退出聯合國，台大法言社舉辦「應否全面改選中央民意代表辯論會」，邀請陳少廷與台大周道濟教授參與辯論，此次辯論會大為轟動，震撼台大校園。
1973年1月，《大學雜誌》內部分裂，雜誌由張俊宏主導，內容從鼓吹台灣民主化運動變為充滿政治色彩，陳少廷憤而撰書抨擊。同年2月，陳少廷參選監察委員，以一席之差落選。
1968年至1979年間，陳少廷在政治領域的著述豐富，此時期不論是在學術界或台灣民主運動界，陳少廷皆擁有一定的份量。

### 晚年生涯
1987年台灣解嚴後，陳少廷不再受政治打壓，恢復教職。曾任教於台灣大學及世界新聞專校（現世新大學）。也參與發起現代學術研究會、台灣教授協會。
2000年曾擔任總統府國策顧問。
1999年東帝汶公投獨立，陳少廷寫了《東帝汶公投獨立的啟示》，他說：「第二次世界大戰後亞洲的殖民地，除了台灣之外，現在統統都獨立了，東帝汶能，為何只有台灣不能？而且與東帝汶比較，台灣獨立的條件優越很多。」
從書房、編輯，到社運街頭上，陳少廷以不同面相扮演多重角色，但不變的是他一直在推動台灣的民主運動與文化運動。

## 《台灣新文學運動簡史》
「我編選這本書，目的是對這些先知先覺者的光榮史蹟，作一個客觀公正的記述，讓他們的志業與心血結晶，永遠受到後來者的懷念與崇敬。」——陳少廷，《台灣新文學運動簡史》自序
1977年，陳少廷出版《台灣新文學簡史》，是台灣第一本新文學運動史相關著作。陳少廷是以黃得時於日治時期寫的《台灣新文學概說》一文為基礎，加上新的資料以及觀點，是自20世纪20年代台灣新文學運動以來，第一次結集成冊的台灣文學史專書。
陳少廷以一位政治學者的身份發布此書，雖非文學研究專業，但後來的相關研究認為此書的出版，確實激發了後來文學專業學者，寫出更完整的台灣新文學史的原動力。後來的台灣文學史想關著述有：葉石濤的《台灣文學史綱》，彭瑞金的《台灣新文學40年》，以及陳芳明的《台灣新文學史》。

## 著作
- 《極權主義底解析》
- 《中外監察制度之比較》
- 《現代政治學的新方向》
- 《廿世紀的意義》
- 《知識分子與政治》
- 《諤諤集》
- 《政治行為論》
- 《論政治與文化》
- 《五四新文化運動的評價》
- 《五四運動的回憶》
- 《五四運動與知識青年》
- 《五四新文化運動的意義》

## 相關報導及評論
- 李筱峰，〈敬悼啟蒙師 陳少廷先生〉，《自由評論網》，2012年10月7日[7]

- 張俊宏，〈張俊宏追思陳少廷先生〉，《台灣之聲》，2012年12月25日[8]

- 林衡哲，〈台灣自由主義的先驅——陳少廷和他的三個遺願〉，《想想副刊》，2013年1月5日[9]

- 李筱峰，〈陳少廷與台灣民主運動〉，《民報文化雜誌第四期》，2015年1月1日發行[1]

- 李禎祥，〈愛在白恐蔓延時：陳少廷的患難真情〉，《民報》專欄，2015年11月8日[10]